# Camille Degeye
Camille Degeye est une réalisatrice française née le 29 août 1990 au Plessis-Bouchard.

## Biographie
Cinéaste autodidacte, Camille Degeye a réalisé plusieurs courts métrages, dont Journey Through a Body (2019), présenté à la 58e édition de la Semaine de la critique et Almost a Kiss (2022), qui a obtenu le Grand prix André S. Labarthe au Festival Côté court de Pantin.

## Filmographie
- 2014 : Enquête familiale en pays limitrophe de Quentin Bernard (photographie)
- 2015 : Pour tout bagage, on a vingt ans
- 2017 : L'Esseulé
- 2019 : Journey Through a Body
- 2022 : Almost a Kiss